# Oregonstikkelsbær
Oregonstikkelsbær (Ribes divaricatum) er en busk af ribs-slægten, der stammer fra det vestlige Nordamerika.

## Beskrivelse
Busken bliver 1-4 m høj og har lange, tornede grene. Bladene er 2-6 cm med grove takker. De rødlige eller grønne blomster sidder i klynger, 2-4 ad gangen, og har støvblade, der rækker et godt stykke ud over kronbladene. De modne bær er sorte og 6-10 mm store.

## Hjemsted
Oregonstikkelsbær er udbredt over den nordamerikanske vestkyst fra Californien og nordpå til British Columbia, hvor den vokser i skovbryn, kratter og langs vandløb. I Europa er den sjælden i vild form, men forekommer som haveplante.

## Sorter
- Ribes divaricatum var divaricatum
- Ribes divaricatum var parishii
- Ribes divaricatum var pubiflorum

| Portal | Portal:Botanik |